# فضاء الإسقاط العقدي

كرة ريمان، الفضاء الإسقاطي المركب أحادي البعد

فضاء الإسقاط العقدي في الرياضيات، الفضاء الإسقاطي العقدي هو الفضاء الإسقاطي فيما يتعلق بمجال الأعداد المركبة. عن طريق القياس، في حين أن نقاط الفضاء الإسقاطي الحقيقي تسمي الخطوط من خلال أصل الفضاء الإقليدي الحقيقي، فإن نقاط الفضاء الإسقاطي العقدي تسمي الخطوط المعقدة من خلال أصل الفضاء الإقليدي المعقد.

## نبذة
الفضاء الإسقاطي العقدي هو مساحة الخطوط المعقدة من خلال أصل (n+1) فضاء متجه معقد الأبعاد. يشار إلى الفضاء بشكل مختلف مثل P(n+1) ،Pn(C) أو CPn. عندما تكون n = 1، يكون الفضاء الإسقاطي العقدي CP1 كرة ريمان، وعندما يكون n = 2، يكون CP'2 هو المستوى الإسقاطي العقدي.

## التاريخ
تم تقديم الفضاء الإسقاطي العقدي لأول مرة من قبل فون ستودت عام 1860م كمثال لما يُعرف حينها باسم هندسة الموضع، وهي فكرة ترجع في الأصل إلى لازار كارنو، وهو نوع من الهندسة التركيبية التي تضمنت أشكالًا هندسية إسقاطية أخرى. بعد ذلك، ومع مطلع القرن العشرين، أصبح واضحًا للمدرسة الإيطالية للهندسة الجبرية أن المساحات الإسقاطية المعقدة كانت أكثر المجالات الطبيعية التي يمكن فيها النظر في حلول المعادلات متعددة الحدود. في العصر الحديث، كل من طوبولوجيا وهندسة الفضاء الإسقاطي العقدي مفهومة جيدًا ومرتبطة ارتباطًا وثيقًا بمجال الكرة. في الواقع، يمكن اعتبار المجال (2n+1) على أنه عائلة من الدوائر التي حددتها CPn: هو اهتزاز هوبف. الفضاء الإسقاطي العقدي يحمل مقياس (كاهلر)، يسمى مقياس فوبيني، من حيث أنه يمثل مساحة الفضاء الهرمي المتماثل من المرتبة الأولى.